# Reine Courtois
Pour les articles homonymes, voir Courtois.
Reine Courtois est une actrice française.
Elle a été attirée par le théâtre dès son adolescence. Elle a joué les plus grands auteurs (Shakespeare, Corneille, Genet, Ionesco, Tennessee Williams - qui lui a valu un prix en 1960 à Paris -, Mauriac, Brecht…), aussi bien en France qu'à l'étranger (Belgique, Scandinavie, Liban, Algérie…).
Au cinéma, elle a tourné auprès de Bourvil dans Les Grandes Gueules.  Elle a également fait de nombreuses télévisions réalisées par Cravenne, Enrico, Bluwal. Le théâtre d'avant-garde lui a permis d'interpréter après Ionesco, Pascal Quignard, Antonio Tabucchi et d'autres auteurs.

## Théâtre
- 1954: Il importe d'être constant d'Oscar Wilde
- 1954: Le Plus Heureux des trois d'Eugène Labiche
- 1954: La Surprise de l'amour de Marivaux
- 1955 : Jacques ou la soumission d'Eugène Ionesco, mise en scène Robert Postec, Théâtre de la Huchette (reprise en 1961)
- 1960 : La Cantatrice chauve d'Eugène Ionesco
- 1960 : Le gosse de Moony ne doit plus pleurer, Parle-moi comme la pluie et laisse-moi écouter, Portrait d'une madone, Propriété condamnée de Tennessee Williams, mise en scène Robert Postec, Théâtre de l'Alliance française
- 1961 : Les Bonnes de Jean Genet, mise en scène Jean-Marie Serreau, Odéon-Théâtre de France
- 1961 : Jacques ou la soumission d'Eugène Ionesco, mise en scène Robert Postec, Studio des Champs-Elysées
- 1962 : La Remise de Roger Planchon, mise en scène de l'auteur, Théâtre de la Cité Villeurbanne
- 1962 : Le roi se meurt d'Eugène Ionesco, mise en scène Jacques Mauclair, Théâtre de l'Alliance française
- 1963 : Le roi se meurt d'Eugène Ionesco, mise en scène Jacques Mauclair, Festival du Jeune Théâtre Liège
- 1963 : Les Salutations et Scène à quatre d'Eugène Ionesco, mise en scène Jacques Mauclair, Festival du Jeune Théâtre Liège
- 1963 : Antigone de Bertolt Brecht
- 1965 : La Conversation de Claude Mauriac, mise en scène Nicolas Bataille, Théâtre de Lutèce
- 1967 : Akara de Romain Weingarten, mise en scène Daniel Zerki, Studio des Champs-Élysées
- 1976 : Don Juan revient de guerre d'Ödön von Horváth
- 1978 : Rodogune de Corneille, mise en scène Jean-Marie Patte, Espace Pierre Cardin
- 1983 : Coriolan de Shakespeare, mise en scène Bernard Sobel, Théâtre de Gennevilliers (Volumnia, mère de Corolian)
- 1985 : Les Tablettes de buis de Pascal Quignard, mise en scène Daniel Zerki, Festival d'Automne à Paris
- 1990 : Le Jeu de l'envers d'Antonio Tabucchi, mise en scène Daniel Zerki, Théâtre National de Strasbourg
- 1992 : Conversation en Sicile d'Elio Vittorini
- 1994 : La mort de Rosa II de Suzanne Joubert, mise en scène Xavier Marchand, Nouvelles Scènes de Dijon

## Filmographie

### Cinéma
- 1965 : Les Grandes Gueules : Yvonne

### Télévision
- 1965 : La redevance du fantôme de Robert Enrico : Miss Deborah
- 1965 : Les Jeunes Années de Joseph Drimal (série TV) : Mme Bartoli
- 1968 : Don Juan revient de guerre de Marcel Cravenne : la mère
- 1969 : Le Tribunal de l'impossible, série, épisode Le Sabbat du Mont d'Etenclin de Michel Subiela : Louise Noël
- 1984 : Les Cinq Dernières Minutes - épisode Deuil en caravane  de Jean-Louis Muller (série TV)
- 1979 : Cinéma 16 - téléfilm : Fou comme François de Gérard Chouchan : Marguerite